# Buckshot LeFonque
Buckshot LeFonque war ein experimentelles musikalisches Projekt von Branford Marsalis zwischen 1994 und 1997. Die Band mischte Jazz-, Rhythm-and-Blues- und Hip-Hop-Einflüsse.

## Herkunft des Namens
Buckshot LeFonque ist eine Reminiszenz von Branford Marsalis an Cannonball Adderley. In den 1950er Jahren war dieser vertraglich an das Label Mercury Records gebunden. Um eine Musik abseits der Veröffentlichungspolitik seiner Stammfirma – mehr in Richtung eines publikumswirksamen Rhythm and Blues – publizieren zu können, gab Adderley sich für seine Platte Here Comes Louis Smith von 1958 dieses Pseudonym.

## Geschichte
Marsalis hatte seine Karriere in „reinen“ Jazzbands begonnen (Art Blakey, Clark Terry und Miles Davis). Doch der internationale Durchbruch gelang ihm eher als Begleitmusiker namhafter Popgrößen wie Sting, Tina Turner oder Bruce Hornsby. Von 1992 bis 1994 war Marsalis Leiter der Band in der Late-Night-Show von Jay Leno. Nachdem er die Show verlassen hatte, wollte Marsalis, der beispielsweise auch im Bereich der „klassischen“ Musik erfolgreich war, mit dem Namen Buckshot LeFonque seine Hinwendung zu anderen popuäreren Stilen wie Hip-Hop und Rhythm and Blues deutlich machen. Das Projekt veröffentlichte zwischen 1994 und 1997 zwei Alben unter anderem produziert von DJ Premier und unter Mitwirkung von Brandon Marsalis’ Bruder Delfeayo Marsalis.

## Diskografie

### Alben
- 1994: Buckshot LeFonque
- 1997: Music Evolution

### Singles
- 1994: Breakfast at Denny's
- 1995: Some Cow Fonque
- 1995: No Pain No Gain
- 1996: Another Day
- 1997: Music Evolution

### Soundtracks
- 1990: Jazz Thing in Mo’ Better Blues von Spike Lee
- 1995: Reality Check in Clockers von Spike Lee
- 1997: Some Cow Fonque (More Tea, Vicar?) in Men in Black von Barry Sonnenfeld
- 2000: Breakfast @ Denny’s (New Version) in Mit aller Härte von Laurence Fishburne

## Auszeichnungen für Musikverkäufe
| Goldene Schallplatte - Niederlande - 2001: für die Single Music Evolution |

| Land/RegionAuszeichnungen für Musikverkäufe (Land/Region, Auszeichnungen, Verkäufe, Quellen) | Gold  | Platin | Verkäufe | Quellen |
| -------------------------------------------------------------------------------------------- | ----- | ------ | -------- | ------- |
| Niederlande (NVPI)                                                                           | Gold1 | —      | 40.000   | nvpi.nl |
| Insgesamt                                                                                    | Gold1 | —      |          |         |